# Wii Balance Board
Het Wii Balance Board is een op een personenweegschaal gelijkende accessoire voor de Nintendo Wii. Het wordt standaard meegeleverd met het spel Wii Fit, dat op 1 december 2007 uitgebracht is in Japan en medio 2008 in Europa en de Verenigde Staten.
Het Wii Balance Board heeft 4 druksensoren, waarmee de Wii Fit-software de balans van het lichaam en het lichaamsgewicht uitrekent, als een persoon erop gaat staan. Hiermee zijn diverse trainingsprogramma's mogelijk, die reageren op de druk die het lichaam op de sensoren in het Wii Balance Board uitoefent.
Net als met de Wii-mote, verloopt de communicatie tussen de Wii en het Wii Balance Board met Bluetooth. Het apparaat wordt gevoed met 4 AA-batterijen. Voordat het Wii Balance Board in gebruik kan worden genomen, moet synchronisatie plaatsvinden met de Wii.

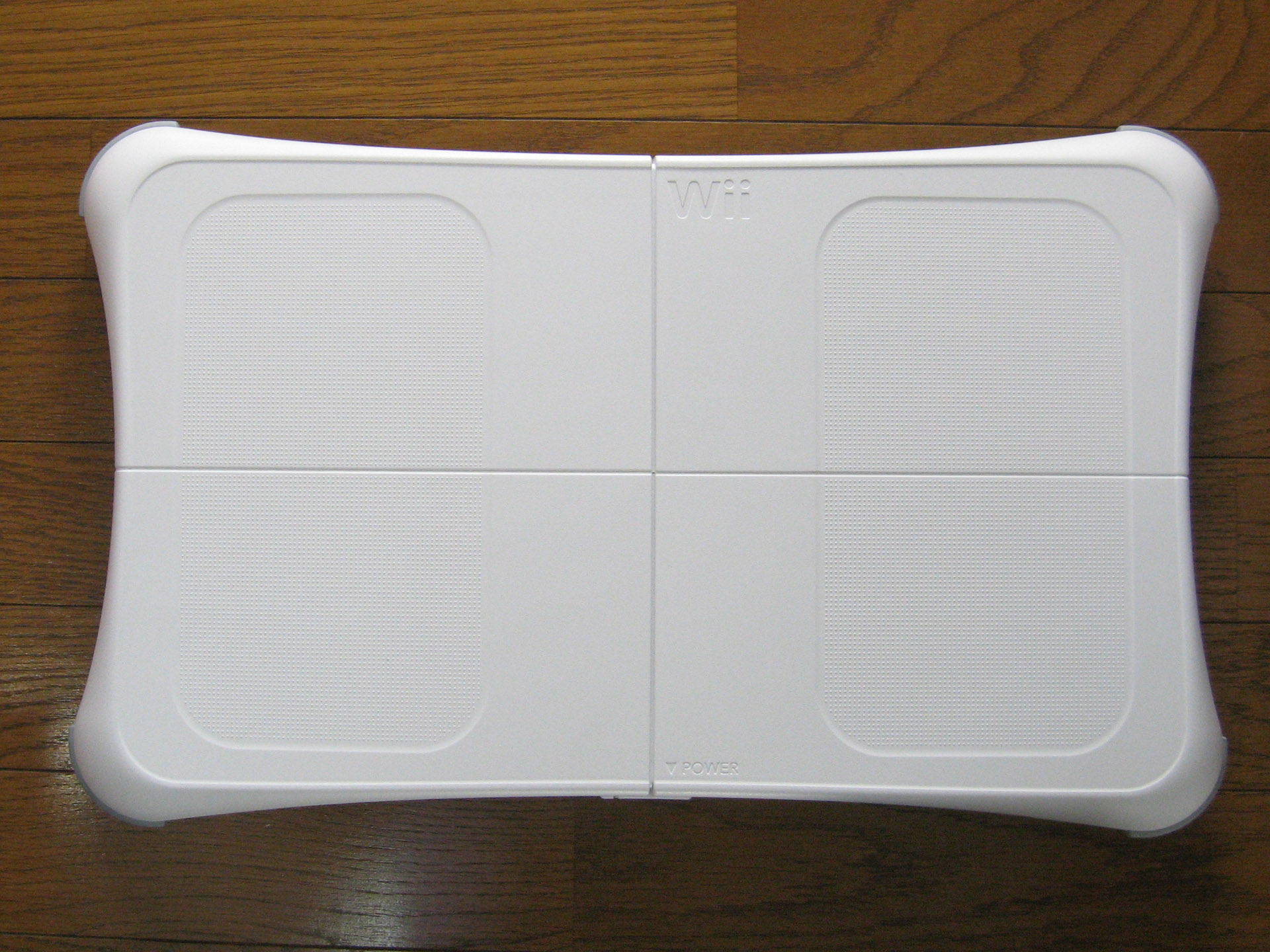
bovenkant
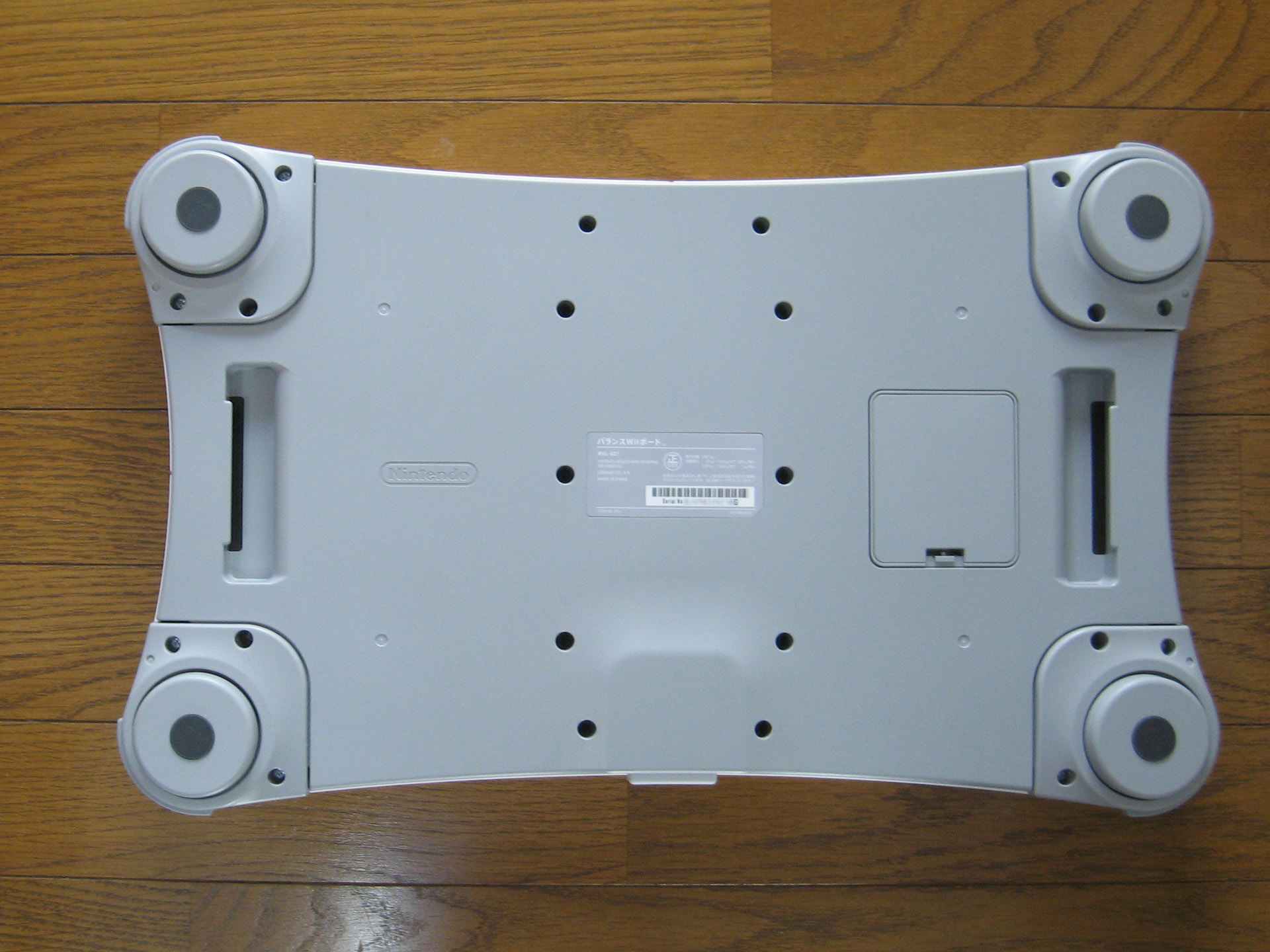
onderkant